# Iñaki Urdangarin
Iñaki Urdangarin y Liebaert, książę Palma de Mallorca (ur. 15 stycznia 1968 w Zumarraga, Guipúzcoa) – hiszpański piłkarz ręczny, olimpijczyk, członek hiszpańskiej rodziny królewskiej. Jest byłym mężem Cristiny, siostry króla Hiszpanii Filipa VI.

## Życiorys
Jego matka, Claire Liebaert jest pochodzenia belgijskiego. Jego ojciec, Juan Maria Urdangarín Berriochoa, jest pochodzenia baskijskiego. Inaki jest ich szóstym dzieckiem. Ma pięć sióstr i jednego brata: Ana, Laura, Cristina, Clara, Mikel i Lucía
Większość życia spędził w Barcelonie, gdzie studiował administrację. W wieku 18 lat został zawodowym graczem w piłkę ręczną w FC Barcelona. Grał tam do zakończenia kariery sportowej w 2000 r. Brał udział w kolejnych Letnich Igrzyskach Olimpijskich: 1992, 1996 i 2000 jako kapitan drużyny zdobywając dwa brązowe medale. W kwietniu 2001 został członkiem Hiszpańskiego Komitetu Olimpijskiego.
Infantkę hiszpańską Krystynę Burbon poznał podczas olimpiady w Atlancie w 1996, poślubił ją 4 października 1997 w Barcelonie.
Od 2006 w FC Barcelona zajmuje się również sprawami Fundació FC Barcelona.
Para ma czworo dzieci:
- Juan Valentin (ur. 29 września 1999);
- Pablo Nicolás (ur. 6 grudnia 2000);
- Miguel (ur. 30 kwietnia 2002);
- Irena (ur. 5 czerwca 2005).

### Zarzuty korupcyjne
Sprawa nieprawidłowości w działaniu Urdangarina była znana od 2006 roku, jednak prokuratura zakończyła postępowanie dopiero po czterech latach. W listopadzie 2011 r. hiszpańskie Biuro Antykorupcyjne wszczęło przeciwko Inaki Urdangarín postępowanie w sprawie wielomilionowych malwersacji funduszy publicznych, a w styczniu 2016 r. w Palma de Mallorca rozpoczął się proces, w którym oskarżeni byli bliscy króla Hiszpanii Filipa VI. Urdangarin odpowiadał przed sądem razem ze swoją małżonką Cristiną de Borbón oraz piętnastoma innymi osobami.
Po zakończeniu śledztwa król Jan Karol I pozbawił Urdangarina tytułu księcia Palmy, a także wykluczył jego i jego żonę z życia dworu. Po wybuchu afery wyprowadził się z żoną do Waszyngtonu, gdzie pracował w firmie Telefonica. Potem rodzina osiadła w Genewie, gdzie jednak nie mógł podjąć pracy, gdyż żadna firma nie chciała go zatrudnić z powodu postawionych zarzutów.
Urdangarinowi zarzucono malwersację 6,4 mln euro publicznych pieniędzy, które miał w latach 2003–2006 wyprowadzić z fundacji Noos, instytucji non profit, powołanej m.in. dla celów krzewienia kultury fizycznej i sportu. W czerwcu 2016 r. proces został zakończony, a w lutym 2017 r. ustalił wymiar kary, w ramach którego Urdangarin został skazany na sześć lat pozbawienia wolności za defraudację publicznych pieniędzy i pół miliona euro grzywny za oszustwa podatkowe. Do końca procesu Urdangarin nie przyznał się do stawianych zarzutów. 
W dniu 18.02.2016 na kanale TVP 2 wyświetlono film „Hiszpania – zmierzch króla”, przedstawiający kulisy korupcyjnej afery z udziałem hiszpańskiej rodziny królewskiej.